# Aegaeon lacazei
Aegaeon lacazei is een garnalensoort uit de familie van de Crangonidae. De wetenschappelijke naam van de soort is voor het eerst geldig gepubliceerd in 1887 door Gourret.